# 姫君の条件
『姫君の条件』（ひめぎみのじょうけん）は、朔野安子による日本の漫画。『月刊メロディ』（白泉社）にて連載された。単行本は全8巻。

## ストーリー
ここは精霊と人間が共に暮らす世界。精霊は愛する人の傍らに寄り添い、一生かけて守護する。守護精霊は常にその人間と共に在るが、人は自分を守護する精霊を視る事が出来なくなるのだ。
パパリダ王国の王祖・女王パパリアが強大な〈闇の精霊〉と〈光の精霊〉の守護を得、大賢者と共に〈大いなる災い〉を退け、平和を齎してから既に900年。王家の末娘・ダリアン姫は、「ダリアン姫が17歳の誕生日を迎えた時、7人いる兄弟姉妹の中で最も強い精霊の守護を得ていた者を次の王にする」と父王に聞かされる。世継ぎ以外は他国に嫁に出されてしまうのを嫌い、より強い精霊の守護を得るために、護衛官のキールを引っ張りまわし冒険を繰り広げるダリアン姫。愛するキールと結婚するためという個人的な理由で王位を目指す彼女だが、その破天荒ぶりとまっすぐな行動・人々を思いやる気持ちはやがて人々を魅了していく。
しかし世界は次第に暗い方向へ進んでいた。誰もが精霊の守護を得られるわけではなくなり、精霊そのものの数も減り続けていた。万物に宿る精霊の欠乏は世界のバランスを崩していた。〈魔物〉がそこかしこで出現し、平和なのはパパリダ王国だけだったのだ。そして〈虚無の淵〉から〈九百年前の災い〉が現れる。〈滅する力〉を持つ不滅の存在。〈災い〉の前に世界は滅びてしまうのか。パパリダ王国だけが守られているのは何故なのか。秘密を知った時ダリアンが選ぶのは……。

## 登場人物
ダリアン
王家の末娘。物語開始時は16歳。肌の露出の多い活動的な服装を好むおてんば姫。曲がったことが嫌い。精霊を嫌う隣国アーデルトの姫を母に持つが、幼い頃に失っており、その孤独を慰めたキールに家族以上の親愛の情を抱くようになる。後に複数の精霊の守護を得るなど、精霊使いの素質に恵まれており、造り主教団〈光の使徒派〉では彼女のことを〈暗黒女王の再来〉と呼び警戒している。料理の腕は殺人級。キールを倒し、さらに看病にと持っていた料理で病状を悪化させた。一つの料理に免疫がついても、別の料理はまた別の免疫が必要など、その原因は多岐にわたるようだ。本人もそのことを知っているが料理を作るのは好きらしく、いつもキールはカモにされている。
キール
ダリアンの護衛官で、かつてパパリア女王と共に〈災い〉と戦った〈闇の精霊〉。肉体は人間のもので、かつて少年キールが非合法の採掘に駆り出され、落盤事故で生き残った後、町で浮浪児として生きていた時、〈闇の精霊〉と融合してしまったことで、自身も闇の精霊となった。普通精霊は愛する人間を守護するものだが、彼は二度と肉体を持って会うことの出来なくなる〈守護〉に躊躇いを感じ踏み切れないでいる。900年前の全てを知る一人。
ザガリード
ネフヤール王国の第三王子で、同国に200年ぶりに誕生した〈ヤールの狩人〉。〈狩人〉とは精霊使いの精霊を〈見る力〉〈聞く力〉〈話す力〉加えて特殊な第四の力〈滅する力〉を持つ者への呼び名で、通常の剣などでは傷つける事が出来ない精霊を滅ぼすことが出来る者を指す。狂った精霊＝〈魔物〉の多いネフヤールにおいて彼は救世主とも呼べる存在だったが、その力の所為で幼き頃〈精霊〉に母親を殺害され、自らも誘拐され〈精霊〉に何年間か育てられた過去を持つ。助け出される前は自分が精霊だと思っていたらしい。大剣の腕は大陸タイトル保持者。
アーロン
パパリダ王国の第五王子。7人兄弟の第六子。家系から山芋の精霊の守護を受け継いでいる。それに加え留学中に得た鰻の精霊の守護も持ち、王位に一番近い位置にいるが父王に反発し王位に付く気はないと公言している。美形で女たらし。無類の遊び人。ザガリードとは留学時代の学友で悪友。パパリダ王家が隠す秘密に気付いている節があり、遊び人の顔とは別に陰謀や交渉に長けた裏の顔も持つ。
サナン
ダリアンと同じくらいの年頃の金髪の少女。光の戦士としての名はウルヌ。預言に於いて暗黒女王（＝ダリアン）が世界を滅ぼすと信じる〈光の使徒派〉に送り込まれた刺客だったが、ダリアンと交流するうちに彼女に惹かれてしまい使命を果たせなくなる。アーロンの婚約者カロリン姫として登場した時は非常に御しとやかでたおやかな女性として登場するが、実際は〈光の使徒派〉の戦士として訓練を積んでおり、拳闘で勇ましく戦う。〈光の使徒派〉の教義とパパリダ王国での伝承の違いに戸惑う中、ダリアンと共に900年前の真実に迫っていく。ザガリードに仄かな恋心を抱く。〈見る力〉〈聞く力〉を幼い頃から持っていたため、人には見えないものがよく見えた。〈創り主信仰〉の家で育ったため、ザガリードに出会う前は自分にそんな力があることも知らなかったらしい。
シリル
パパリダ王国の第一王子。7人兄弟の最初に生まれた三つ子の一人。有能な官僚手腕を持つが謀は得意ではないらしい。精霊の守護は無く王位からは遠い位置にいる。精霊使いとしての力は弱く〈見る力〉のみを持つ。アズリスを愛するあまり彼の身体を治療したいとの思いが暴走し、隣国と大賢者、〈光の使徒派〉を巻き込んだ王位簒奪を計画する。
アズリル
パパリダ王国の第二or三王子（順不明）。7人兄弟の最初に生まれた三つ子の一人。生まれた時に「三つ子の中で一番弱いものが大いなる災いを招く」と預言された事が3人に影を落す。そしてアズリルは一番病弱でベッドでほぼ寝たきりの身であり「弱きもの」と認知される事となったが、後にこの預言は真実であった事が判明する。精霊使いとしての能力は〈話す力〉のみだが、精霊が〈見えず〉〈聞こえない〉ので役に立たない(実はもう一つ強力な〈呼ぶ力〉を持っていた)。
ベリル
パパリダ王国の第二or三王子（順不明）。7人兄弟の最初に生まれた三つ子の一人。自分たちに行われた預言についての真相を究明したいとの思いから各地を放浪しており、王都にいない事が多い。〈災い〉に最初に接触し、その到来を王都へ伝えた。。精霊から〈聞く力〉で情報を集め、シリルの陰謀を暴く。
ティアラ
パパリダの第一王女。7人兄弟の第四子。彼女が僅か12歳の時、彼女を目にした大詩人ポルトスが「西方に美女あり」と絶句したという美貌の持ち主。彼女と年齢差のある結婚したオーソン公は己の病身を理由に彼女と離婚するが、そのことで彼女は傷つきレガの滝でのエピソードに彼女を駆り立てた。王位に興味はない。
ランド
パパリダ王国の第四王子。7人兄弟の第五子。髭が特徴。
キサ
ダリアンの母妃でダリアンが幼い頃事故で死んだとされている。しかし真の死の理由は隠されていた。
イネスタ
シリル王子の妻。シリルがアズリルに愛情を注ぎ過ぎ自分を省みない為夫婦仲は冷えている。
ハルト
大賢者グノー
98歳の女性だが、魔力が強くなかなか年をとらない。風の精霊を使う。
女王パパリヤ
大魔道士ゾルゲル
光の精霊
ミルチェ
ゲルダの娼館で見習いをしているごく普通の女の子。ダリアンとは年が近いせいか、店の女性の中で最も仲が良くなり、ダリアンに成り済ます遊びをしていたところ間違われて誘拐される。芯は強く逆境にもめげない。正体はタンポポの精霊であり、精霊の加護（とそれに頼る人間）そのものを嫌っていたが、自分を助けに来たダリアンを守護してその前から姿を消す。一見タンポポを咲かせる他、何もできないように見える（とはいえダリアンが自分の料理を試食しても健康でいたなど、隠れて効果を発揮している）が、ある面では非常に強力な精霊であり、物語の後半では重要なキーパーソンの一人となる。
疫病の精霊
900年より昔、ネフヤールの民の依頼からゾルゲルに、森の奥深くにある光の精霊のほこらへ封じられた精霊。強力な精霊の一人だが、治療が極めて困難な死病（かつ伝染病）の精霊のため、人からはその加護も拒絶されやすい。この精霊を封じたこと、封じるために行った人身御供の儀式がすべての発端であり、すべての事情を知っている。〈災い〉が恐れる唯一の存在でもある。
〈災い〉
900年前に世界を滅ぼしかけた強力な〈貪婪（たんらん）〉と呼ばれる狂った精霊。今でこそ稀となったが、当時はありふれた力であった〈滅する力〉を持つ精霊使いたちがいくら挑んでも勝てなかった。〈災い〉があらゆる精霊を喰らい続けた結果、世界は希薄となり〈虚無の淵〉が世界各地に出現した。闇と光の精霊の守護を得た女王パパリアは大魔道士ゾルゲルと共に〈災い〉と戦ったが倒す事は出来ず、〈夜の森〉に封印するしかなかった。この封印がいずれ解けてしまうことは女王や大賢者・闇の精霊たちも分かっており、その時に備えた準備が様々になされた。そして900年が経ち〈災い〉は蘇る事になる。

## 用語
精霊
守護
生き物ではない精霊が人に送る「世界からの祝福」。仮の姿を持つ精霊は仮の姿を捨て、以降、守護された者と共に存在する。守護された者は守護をした精霊の力を受け継ぎ、その力を振るうことができるようになる。強いものでは不老、病気にかからない、闇を呼ぶなどであり、弱いものではヒヨコ豆のスープを美味しく作るなどである。
精霊の加護は（その性質よりは）強い精霊ほどより大きな力となるが、精霊は守護した後も成長することがあり、仮に同時期同じ程度の精霊の守護を得たとしても、後年その力が及ぼす影響が同じとは限らない。また大きな力が直接守護された者の幸福になるとは限らず、場合によっては災難を呼ぶことになる。狂った精霊の加護はその最たる例だろう。
自動的に備わり、本人が使える精霊の加護の他にも、常に存在することによる精霊のサポートも行われることがある。ただし精霊本人が触ったりすることはできない。精霊の力で代用することになるが、これは大分疲れることらしい。
守護することは通常、精霊の最大級の愛情である。この事から、一度守護した者が死に守護が解けた後も、子孫代々まで守護し続ける精霊もいるし、（少数派ながら）共に死後にある精霊の門をくぐっていく者もいる。しかし守護された者は生きている限り二度とその精霊に会えないため、守護されたことに後悔や悲しみを抱く人間も多い。
精霊の守護は単に個人の身だけでなく、その個人が抱える団体や国家に至るまでを守護する。そのため、国家において国王が強い精霊の加護を持つこと、その精霊の守護の気質が国の守護に似つかわしいかは、極めて重要な事項である。
例外的に、精霊を遠ざける護符等を使用すると精霊は守護した者に近づけなくなる。ただし自動的に備わった加護は遠く離れても消えない。
精霊の加護は単に精霊の直接の性質だけでなく、精霊の境遇などにも関わる。例えば軽業師を食べた精霊の加護は、本来の能力以外に、守護した者へ軽業師の跳躍なども与えるようだ。
九百年の災い
疫病の術

## 書籍情報
花とゆめCOMICS 白泉社
1. 2002年2月10日 ISBN 4-592-17794-0 同時収録 恋の淵-綾鼓夜話-
2. 2002年12月10日 ISBN 4-592-17372-4
3. 2003年8月10日 ISBN 4-592-17373-2
4. 2004年3月10日 ISBN 4-592-17059-8
5. 2005年3月10日 ISBN 4-592-17518-2
6. 2005年9月10日 ISBN 4-592-17519-0
7. 2006年3月10日 ISBN 4-592-17520-4
8. 2006年8月10日 ISBN 4-592-17521-2